# Charles Hill, Botswana
Charles Hill är en by i distriktet Ghanzi i västra Botswana. Byn är lokaliserad nära den östra Namibiska gränsen. Byn är den näst största orten i distrikten Ghanzi.